# Abell 400
Abell 400 é um aglomerado de galáxias que contém a galáxia NGC 1128 e dois buracos negros supermassivos (3C 75) que estão em movimento espiral caminhando para uma fusão.
Estes dois buracos negros supermassivos estão contidos na NGC 1128. A galáxia, os jatos de rádio em micro-ondas, o gás emissor de raios-X de vários milhões de graus e a fonte de rádio resultante é conhecida como 3C 75. A fonte de raios-X 2A 0252+060 (1H 0253+058, XRS 02522+060) pode ser algo adicional ou outra parte de Abell 400.
Os buracos negros estão separados por uma distância de 25.000 anos-luz e demorará milhões de anos para ocorrer a colisão. Caso os dois buracos negros supermassivos se fundam, eles formarão um único buraco negro super-supermassivo.